# Freedom to Rock Tour
Freedom to Rock Tour bylo turné americké rockové skupiny Kiss. Jde o turné po Severní Americe které se soustředí na malá města do kterých skupina obvykle nejezdí koncertovat.

## Seznam písní
1. Detroit Rock City
2. Deuce
3. Shout It Out Loud
4. Do You Love Me?
5. I Love It Loud
6. Flaming Youth
7. God of Thunder (Gene chrlí krev a letí)
8. Psycho Circus
9. Shock Me (Tommy solo)
10. Cold Gin
11. Lick It Up
12. War Machine
13. Love Gun
14. Black Diamond

### Přídavky
1. Beth
2. The Star-Spangled Banner
3. Rock and Roll All Nite

## Turné v datech
| 4. července 2016   | Tucson             | Spojené státy americké | AVA Amphitheater                   |
| 7. července 2016   | Boise              | Spojené státy americké | Taco Bell Arena                    |
| 9. července 2016   | Eugene             | Spojené státy americké | Matthew Knight Arena               |
| 10. července 2016  | Kennewick          | Spojené státy americké | Toyota Center                      |
| 12. července 2016  | Edmonton           | Kanada                 | Rexall Place                       |
| 13. července 2016  | Calgary            | Kanada                 | Stampede Roundup Festival          |
| 15. července 2016  | Spokane            | Spojené státy americké | Spokane Arena                      |
| 16. července 2016  | Bozeman            | Spojené státy americké | Brick Breeden Fieldhouse           |
| 18. července 2016  | Colorado Springs   | Spojené státy americké | Broadmoor World Arena              |
| 20. července 2016  | Independence       | Spojené státy americké | Silverstein Eye Centers Arena      |
| 22. července 2016  | Lincoln (Nebraska) | Spojené státy americké | Pinnacle Bank Arena                |
| 23. července 2016  | Springfield        | Spojené státy americké | JQH Arena                          |
| 25. července 2016  | Wichita            | Spojené státy americké | Intrust Bank Arena                 |
| 27. července 2016  | Sioux City         | Spojené státy americké | Tyson Events Center                |
| 29. července 2016  | Cheyenne           | Spojené státy americké | Cheyenne Frontier Days             |
| 30. července 2016  | Winot              | Spojené státy americké | North Dakota State Fair            |
| 1. srpna 2016      | Mankato            | Spojené státy americké | Verizon Wireless Center            |
| 3. srpna 2016      | Duluth             | Spojené státy americké | Amsoil Arena                       |
| 5. srpna 2016      | Moline             | Spojené státy americké | iWireless Center                   |
| 6. srpna 2016      | La Crosse          | Spojené státy americké | La Crosse Center                   |
| 8. srpna 2016      | Milwaukee          | Spojené státy americké | BMO Harris Bradley Center          |
| 10. srpna 2016     | Green Bay          | Spojené státy americké | Resch Center                       |
| 12. srpna 2016     | Fort Wayne         | Spojené státy americké | Allen County War Memorial Coliseum |
| 13. srpna 2016     | Grand Rapids       | Spojené státy americké | Van Andel Arena                    |
| 15. srpna 2016     | Saginaw            | Spojené státy americké | Dow Event Center                   |
| 17. srpna 2016     | Springfield        | Spojené státy americké | Illinois State Fair                |
| 19. srpna 2016     | Des Moines         | Spojené státy americké | Iowa State Fair                    |
| 20. srpna 2016     | Rockford           | Spojené státy americké | BMO Harris Bank Center             |
| 22. srpna 2016     | Dayton             | Spojené státy americké | Nutter Center                      |
| 24. srpna 2016     | Toledo             | Spojené státy americké | Huntington Center                  |
| 26. srpna 2016     | Youngstown         | Spojené státy americké | Covelli Centre                     |
| 27. srpna 2016     | Erie               | Spojené státy americké | Erie Insurance Arena               |
| 29. srpna 2016     | Rochester          | Spojené státy americké | Blue Cross Arena                   |
| 30. srpna 2016     | University Park    | Spojené státy americké | Bryce Jordan Center                |
| 1. září 2016       | Allentown          | Spojené státy americké | Great Allentown Fair               |
| 3. září 2016       | Worcester          | Spojené státy americké | DCU Center                         |
| 4. září 2016       | Portland           | Spojené státy americké | Cross Insurance Arena              |
| 7. září 2016       | Bridgeport         | Spojené státy americké | Webster Bank Arena                 |
| 9. září 2016       | Richmond           | Spojené státy americké | Richmond Coliseum                  |
| 10. září 2016      | Huntington         | Spojené státy americké | Big Sandy Superstore Arena         |
| 29. října 2016     | Uncasville         | Spojené státy americké | Mohegan Sun Arena                  |
| 30. října 2016     | Cabazon            | Spojené státy americké | Morongo Casino, Resort & Spa       |
| 12. listopadu 2016 | Monterrey          | Mexiko                 | Northside Festival                 |
| 19. listopadu 2016 | Tijuana            | Mexiko                 | Estadio Gasmart                    |

## Sestava
- Paul Stanley – rytmická kytara, zpěv
- Gene Simmons – basová kytara, zpěv
- Tommy Thayer – sólová kytara, zpěv
- Eric Singer – bicí, zpěv